# メタキー

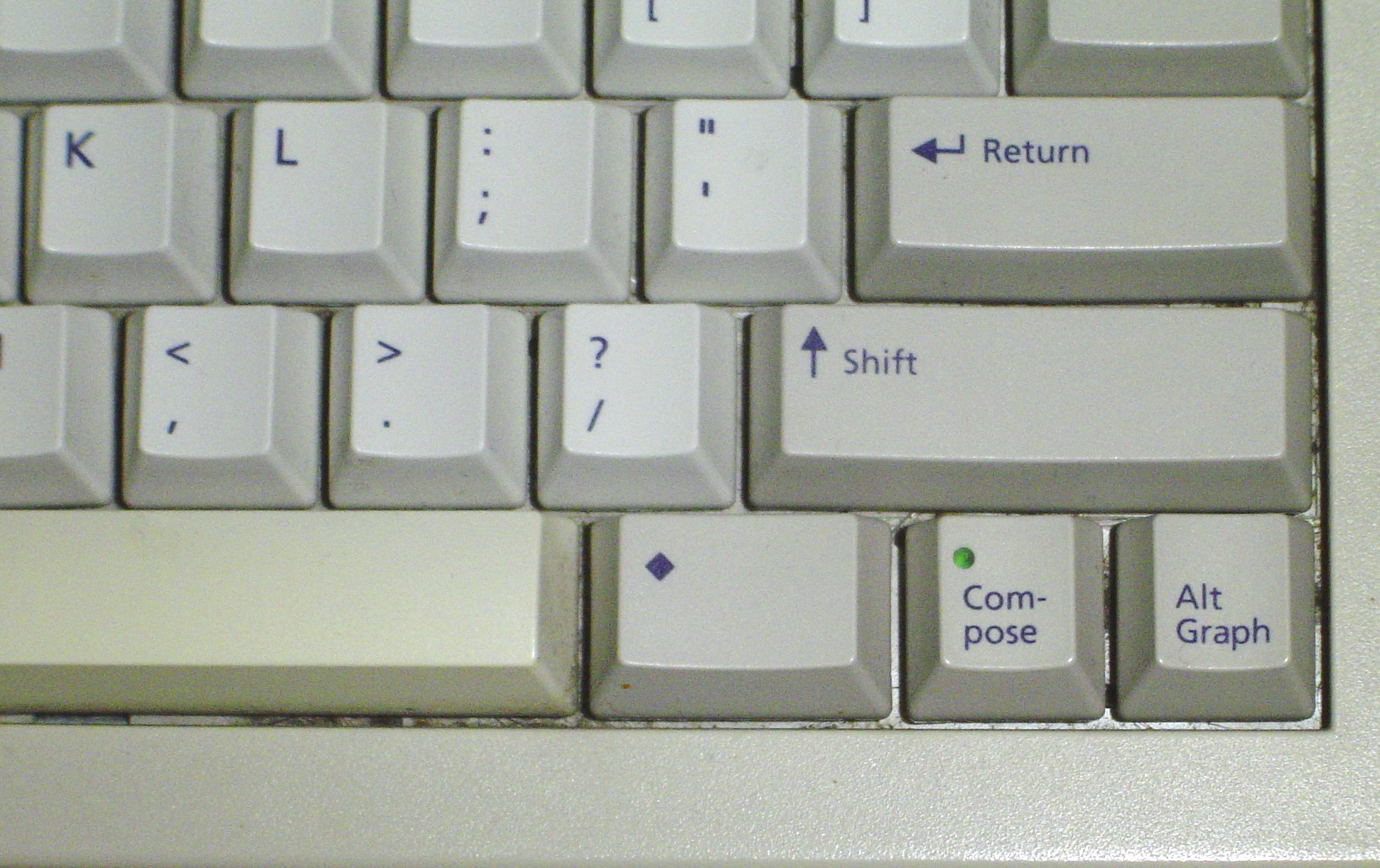
サンのキーボードのメタキー（との間の）

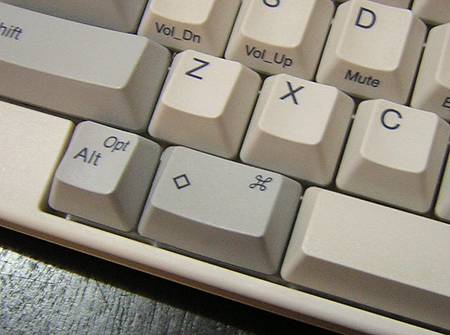
Happy Hacking Keyboardのメタキー

メタキー（英語: meta key）とは、一部のコンピュータのキーボードにある修飾キーである。Metaキーと呼ばれることもある。

## 概要
システムにもよるが、「メタキー」と呼んでいる場合、文字コードのオクテットの最上位ビットを立てる、という働きのことがある。
主な用法は、Ctrlキーと同じくメタキーを押しながら他のキーを押してコマンドを入力するために使用される。
Emacsでは、MetaキーとCtrlキーで、少し違う動作や対照的な動作が割り当てられていることが多い。
Ctrl+F : カーソルを右方向へ一文字移動 → Meta+F : カーソルを右方向へ一単語移動
Ctrl+V : カーソルを下方向に一画面分移動 → Meta+V : カーソルを上方向に一画面分移動
などがその例である。

## 実装

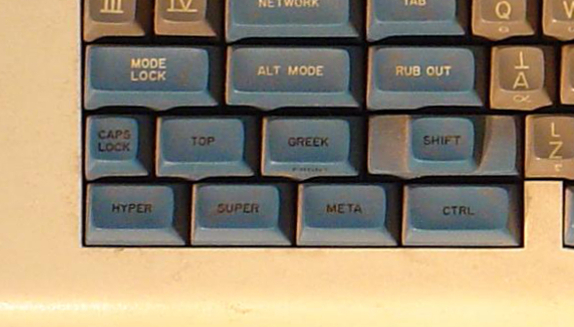
スペースカデットキーボードの左下にある修飾キー。左から、、、、。

元々、ナイトキーボードやスペースカデットキーボードのようなマサチューセッツ工科大学のLISPマシンとその後継者のキーボードにあった修飾キーで、METAと刻印されていた。シンボリックスのキーボードではMETAまたはMetaと刻印され、サンのワークステーション用キーボードでは菱形の図形で◆や◇と刻印されていた。サンや他のUnix系なオペレーティングシステムでの使用を念頭に置いて設計されたPFUのHappy Hacking Keyboardシリーズのような、メタキーが搭載されているキーボードも存在する。
PC以降の一般的なキーボード上にはMetaキーが搭載されていないため、たいていの場合⎇ Altキーや⊞ WinキーをMetaキーの代用としている。また、Emacsや端末エミュレータを含む一部のソフトウェアでは、Escキーを押してから離し、目的のキーを押す、という動作でメタキーを押しながら目的のキーを押す事の代替としている。
Macにおける⌘ Commandキーは、メタキーとほぼ同じ位置にあり、機能も似ている。⌘ CommandキーはCarbon Emacs等の一部のソフトウェア上でMetaキーとして働くが、Classic Mac OSおよびmacOS上でのコマンドキーは、MetaキーよりもむしろCtrlキーに近い働きをするため、混乱を招く可能性がある。例えば、Emacs上ではM-wがテキストのコピーとなっているが、Mac上ではウィンドウを閉じる動作となっているなどの違いがあり、操作対象のアプリケーションを常に意識する必要がある。また、macOSのX11エミュレーションでは、⊞ Winキーや⌘ CommandキーはSuperキーに割り当てられている。また、コンポーズキーは、時々メタキーとされることがある。

## ギャラリー

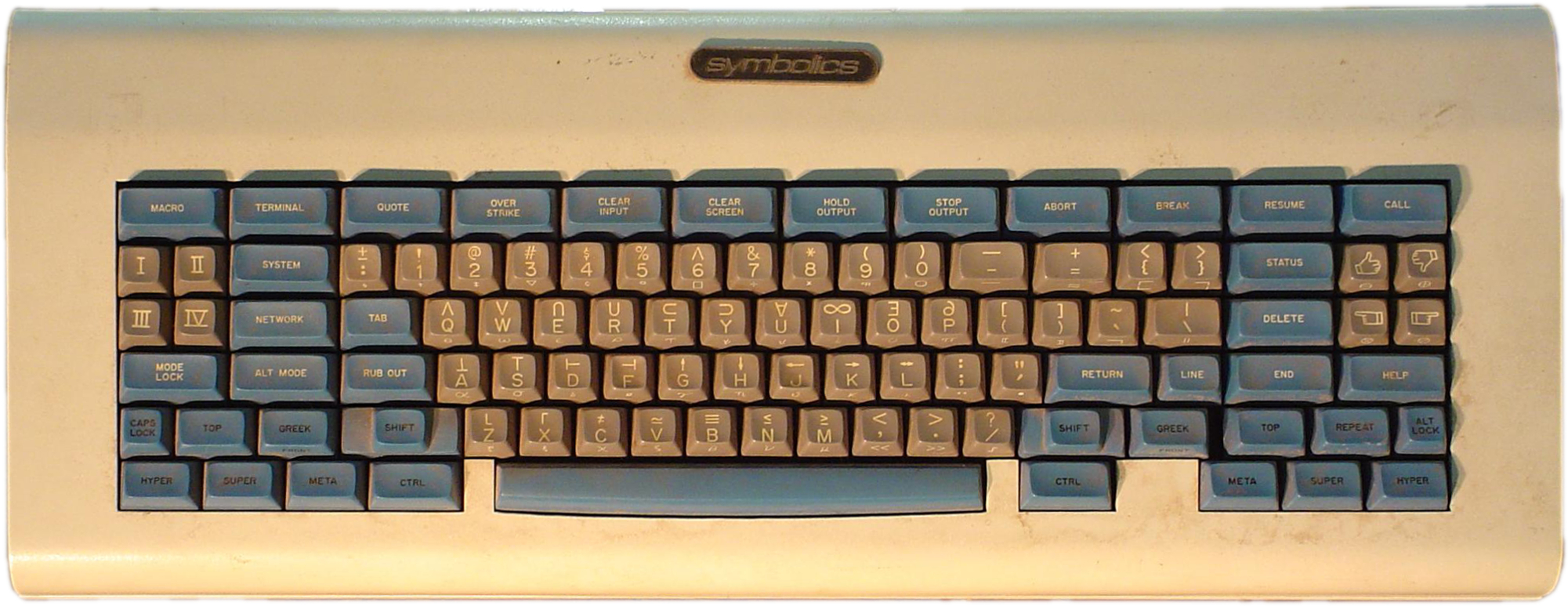
スペースカデットキーボード
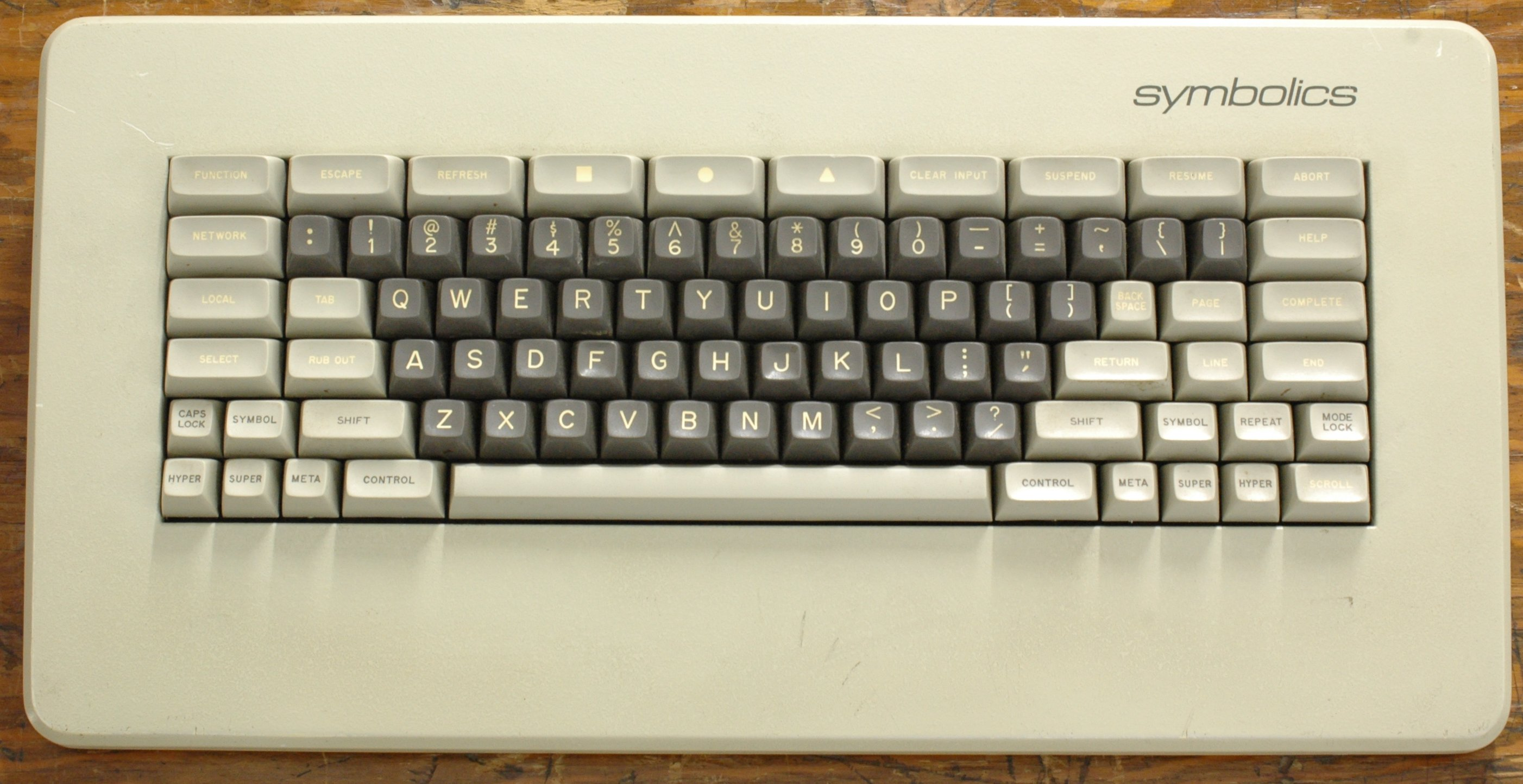
シンボリックスのキーボード